# Khírbat al-Màfjar
Khírbat al-Màfjar (àrab: خربة المفجر, Ḫirbat al-Mafjar, literalment 'el Lloc on l'aigua brolla de la terra'), a nivell local conegut com a Qasr Hixam (àrab: قصر هشام, Qaṣr Hixām, literalment 'Palau d'Hixam'), és el nom actual de les ruïnes d'un palau omeia. Es troba a la vora del Wadi Nuwayima, a 5 km al nord de Jericó, a Palestina. Abans de ser palau hauria estat una vila emmurallada que gaudia d'un complex sistema d'irrigació del període romà, aprofitant tres fonts (Ayn al-Sultan, Ayn al-Nuwayima i Ain al-Duyuk).
Fou construït vers 743-744 pel futur califa Al-Walid ibn Yazid al final del regnat d'Hixam ibn Abd-al-Màlik (723-743) i inici del seu, i fou inspirat pels banys romans, cobert d'exquisits mosaics i decoració en estuc. Inclou el palau propi, el pati, la casa de banys, la mesquita, una font amb jardins i un recinte de 60 hectàrees amb plantes, animals, mosaics i decoracions del més alt nivell. El palau mateix és un gran edifici quadrat amb entrada monumental i habitacions en dues plantes, a l'entorn d'un gran pati porticat. La sala de bany servia també de sala d'audiències i sala de banquets.
Fou explorat per primer cop vers 1881 per Ch. Warren i F. J. Bliss.